# Amalia Miranzo Martínez
Amalia Miranzo Martínez (Conca, 31 d'octubre de 1939 - 20 de juny de 2014) va ser una professora, política i sindicalista espanyola.

## Biografia
Nascuda a Conca de família molt humil va aconseguir estudiar, mentre treballava per a pagar-se els seus estudi, llicenciant-se en Físiques en la Universitat Complutense de Madrid i sent, posteriorment catedràtica en Matemàtiques d'Ensenyament Mitjà. Va ser l'única dona del Grup parlamentari socialista del Senat en la Legislatura Constituent. També va ser elegida senadora del PSOE per la circumscripció electoral de Conca en la I i la II Legislatura (15 de juny de 1977 - 23 d'abril de 1986). En les campanyes electorals en les quals va participar va aconseguir mobilitzar especialment el vot femení.
Va abandonar la política per motius de salut i va tornar a l'ensenyament mitjà com a catedràtica de matemàtiques en l'Institut Nacional de Batxillerat d'Alcalá de Henares.
Va ser Secretària Provincial de UGT de Conca entre 1980 i 1983 i militant de la Federació de Treballadors de l'Ensenyament FETE-UGT.
Va participar en el documental Las constituyentes sobre les parlamentàries que van participar en la Legislatura Constituent.